# Nomūr Kolā
Nomūr Kolā (persiska: نُمودار كُلا, Nomūdār Kolā, نمور كلا) är en ort i Iran.   Den ligger i provinsen Mazandaran, i den norra delen av landet, 140 km nordost om huvudstaden Teheran. Antalet invånare är 161.
Terrängen runt Nomūr Kolā är platt, och sluttar norrut. Runt Nomūr Kolā är det tätbefolkat, med 286 invånare per kvadratkilometer. Närmaste större samhälle är Babol, 11,7 km öster om Nomūr Kolā. Trakten runt Nomūr Kolā består till största delen av jordbruksmark.